# Fustella

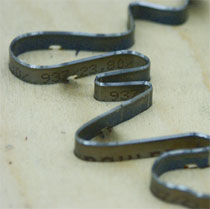
Particolare di nastro di acciaio per fustella.

Con fustella (o fustellatrice) si intende generalmente un attrezzo che permette di eseguire un taglio preciso di un prodotto realizzato in materiale non particolarmente resistente (come carta, cartone, cuoio, tessuti, gomme, plastiche).

## Tipi di fustella
Esistono tre tipi di fustella:
- fustella piana (base in legno piano);
- fustella rotativa (legno curvato a cilindro);
- fustella forgiata.

La fustella piana, o fustella americana, è uno strumento costituito da un nastro in acciaio con un profilo superiore tagliente che, riproducendo una determinata sagoma, viene utilizzato in tipografia, in cartotecnica e in industrie affini per tagliare la carta, il cartoncino o materiali simili in forme astratte complesse.
In generale, la fustella serve per eseguire tagli identici e precisi ed è, perciò, utilizzata anche in altri ambiti industriali come, per esempio, la pelletteria, l'industria tessile oppure la produzione di etichette, per realizzare guarnizioni, ecc.
Nella stessa fustella può essere inserita una lamina più bassa e non tagliente, chiamata in gergo "cordone" o "cordonatore", che provoca in sede appropriata uno schiacciamento e/o snervamento del cartone permettendo la successiva piega in quel dato punto. In caso di materiali o lavorazioni particolari il cordonatore viene sostituito da una lama, detta "mezzotaglio", più bassa di quella di taglio e atta a penetrare nel cartone solo per una parte del suo spessore (70/90%).
Una volta prodotta, la fustella deve essere inserita in un macchinario che, aprendosi e chiudendosi alternativamente con l'inserimento del foglio da fustellare, permette di eseguire un taglio completo. Tali macchinari possono essere con apertura a libro manuali (platine), automatiche (autoplatine), piano cilindriche, tipografiche (semiautomatiche).
A seconda del tipo di macchinario e della tipologia di cartone da fustellare la produzione oraria va da 80/100 fogli/h fino a 1000/1200 fogli/h. Le fustellatrici possono avere luci e formati di taglio massimo diversi permettendo di produrre dei fustellati che vanno dall'astuccio farmaceutico alla scatola da imballo. Seguendo i formati standard di produzione di cartone, le cartiere hanno definito delle misure che hanno a loro volta determinato i formati di fustellatura di tali macchinari (50x70, 70x100, 100x140, 120x160).
Il termine fustella viene usato anche per definire il risultato della pre-incisione effettuata con l'attrezzo in questione (così ad esempio per le etichette pre-incise sulle confezioni dei medicinali).

## Produzione
A livello industriale, il processo di produzione prevede un disegno CAD dello sviluppo dell'oggetto che si vuole produrre (es. scatola). Il file del disegno viene inviato al laser che si occupa di tagliare il foglio di legno multistrato definendone il formato esterno e la sagoma con il taglio e la piega. Lo stesso file viene inviato anche a una o più macchine sempre gestite con il linguaggio CAD che da una bobina di lama/cordone realizza i tagli a misura le sagome, curvando la lama e realizzando inferiormente dei ponticelli (corrispondenti a delle interruzioni del taglio laser per mantenere il legno come un unico blocco). Tutti questi elementi in acciaio vengono poi inseriti da un operatore nel legno con attrezzi appropriati in quanto il taglio laser permette una precisione tale da rendere una certa interferenza tra la lama e il legno impedendone la fuoriuscita in fase di fustellatura.
In seguito vengono incollate delle strisce di gomma ai lati della lama in modo che il materiale che verrà tagliato non resti incastrato alla fustella ma venga respinto. Il risultato è una sorta di stampo che, appoggiato sul foglio di carta, può tagliare la sagoma definita.

## In grafica

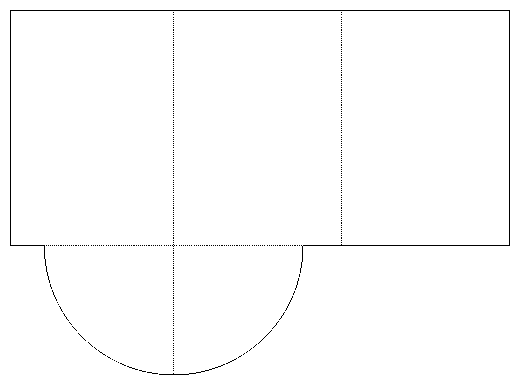
Esempio di tracciato per fustella di una cartellina porta documenti.

Proprio perché la precisione CAD per la produzione della fustella è elevata, spesso il tipografo e lo stampatore richiede al fustellificio l'invio del tracciato fustella che permetterà al grafico di impaginare con precisione l'elaborato da stampare. In questo caso, per tracciato fustella si intende la sagoma di taglio/piega sotto forma di tratto. Questo disegno è, generalmente, la sagoma dello sviluppo del prodotto realizzata con una semplice linea nera su foglio bianco/lucido o file grafico (es. PDF).

## Altri utilizzi
Le fustelle rotative seguono lo stesso processo di quelle piane, anche se vengono utilizzate specificatamente da macchinari per il taglio di cartone per grandi formati chiamati slotter; qui le lame, oltre a essere tagliate e sagomate, devono, in base alla posizione, essere curvate anche longitudinalmente per seguire la curva del legno che, in questa specifica realizzazione, si presenta come un multistrato a forma di semicilindro.
Le fustelle forgiate sono invece realizzate interamente in acciaio con lamine di spessore maggiore e saldate tra di loro per creare un monoblocco piano che può essere maneggiato con facilità. Tali fustelle vengono usate nel taglio di tessuti, guarnizioni, cuoio e pellami, gommespugna, ecc. applicate con uso manuale o automatico a delle presse idrauliche.
Più fustelle opportunamente sagomate e incrociate sono utilizzate per il taglio del cartone di cui sono fatti i puzzle.

## Nell'abbigliamento
Le fustelle forgiate venivano usate per ritagliare le sagome dei particolari di tessuto che poi veniva confezionato. Questa tecnica di fustellatura è stata per lo più rimpiazzata da tecniche più moderne, come con il plotter di taglio  e con taglio laser ponte laser.

## Produzione formaggio
Nei processi di caseificazione ovvero per produrre formaggio e latticini, la fustella (anche fuscella) è l'attrezzo (ora in materiale plastico) che si usa per contenere la cagliata, appena estratta. La fustella (che, in pratica, è uno stampo) è tipicamente fessurata in modo che vi possa essere lo spurgo del siero e ha un fondo. Oltre alla fustella vi è un'altra tipologia di stampo utilizzata per tale scopo, la fascera (che non ha fondo).